# LaScie
LaScie est une municipalité, située sur l'Île de Terre-Neuve, dans la province de Terre-Neuve-et-Labrador, au Canada. 

## Géographie
LaScie est situé au bout d'une pointe située à l'ouest de la vaste baie Notre-Dame.
Le village doit son nom aux communautés de pêcheurs de morue normands, bretons et basques qui naviguèrent et arpentèrent cette région autrefois.